# Biais (statistique)
Pour les articles homonymes, voir Biais.
En statistique ou en épidémiologie, un biais est une démarche ou un procédé qui engendre des erreurs dans les résultats d'une étude. 
Formellement, le biais de l'estimateur d'un paramètre est la différence entre la valeur de l'espérance de cet estimateur (qui est une variable aléatoire) et la valeur qu'il est censé estimer (définie et fixe).
Définition —  Si {\displaystyle {\hat {\theta }}} est l'estimateur de {\displaystyle \theta \,}, {\displaystyle {\text{Biais}}({\hat {\theta }})\equiv \mathbb {E} [{\hat {\theta }}]-\theta }

## Types de biais
- biais effet-centre
- biais de vérification (work-up biais)
- biais d'autosélection, estimé à 27 % des travaux d'écologie entre 1960 et 1984 par le professeur de biologie américain Stuart H. Hurlbert, traitant des pseudoréplications[1]
- biais de sélection : les personnes sondées ne sont pas représentatives de la population générale (biais de recrutement, biais par autosélection) ; voir Échantillon biaisé.
- biais de mesure : les techniques de mesures sont incorrectes.
- biais de notification
- biais de publication : les données sont davantage diffusées lorsqu'elles arrangent les auteurs de l'étude (voir Biais d'autocomplaisance).
- biais de confirmation
- biais de confusion
- biais d'un estimateur
- biais de suivi (appelé aussi biais de réalisation) : lorsque les deux groupes de patients ne sont pas suivis de la même manière au cours de l'essai.
- biais d’attrition : retrait de certains patients de l’analyse.
- biais d’évaluation : lorsque la mesure du critère de jugement n'est pas réalisée de la même manière dans les deux groupes de patients.
- biais d'indication : cas particulier de biais de confusion, lorsqu’une intervention est plus souvent prescrite à des sujets à risque élevé[2].
- biais d'information : collecte d'informations non pertinentes vis-à-vis d'une décision[3]/désigne les erreurs potentielles réalisées lors de la collecte des données[réf. nécessaire]
- biais d'interprétation : erreur dans le mode d'analyse des résultats  (biais de confirmation d'hypothèse...)
- biais de spectre : en médecine, un test diagnostique peut offrir une sensibilité variant en fonction de la gravité de la maladie.
- erreur écologique
- problème d’agrégation spatiale